# Алью Дьєнг
Алью Дьєнг (фр. Aliou Dieng, нар. 16 жовтня 1997) — малійський футболіст, опорний півзахисник «Аль-Аглі» (Каїр) та національної збірної Малі.

## Клубна кар'єра
Розпочав грати у футбол на батьківщині в клубі «Джоліба», а на початку 2018 року перейшов в алжирський клуб «МК Алжир», де провів наступні півтора роки.
5 липня 2019 року підписав п'ятирічний контракт з єгипетським «Аль-Аглі». У 2020 році він виграв з командою історичний требл, вигравши чемпіонат, кубок країни та Лігу чемпіонів КАФ, а наступного року знову виграв з командою титул найкращої команди Африки.

## Кар'єра у збірній
5 липня 2015 року дебютував у складі національної збірної Малі, у матчі кваліфікації Чемпіонату африканських націй 2016 року проти Гвінеї-Бісау (3:1); Пробившись з командою до фінальної стадії турніру, що пройшла у Руанді, Дьєнг поїхав з командою і туди, зігравши на турнірі у 5 іграх і забивши 1 гол, а його команда здобула срібні нагороди турніру.
Згодом у складі збірної був учасником Кубка африканських націй 2021 року в Камеруні, де зіграв у двох матчах, а його команда вилетіла на стадії 1/8 фіналу.

## Статистика
| Сезон                       | Клуб                        | Чемпіонат                   | Чемпіонат | Чемпіонат | Національні кубки | Національні кубки | Національні кубки | Континентальні кубки | Континентальні кубки | Континентальні кубки | Інші          | Інші      | Інші   | Всього | Всього |
| Сезон                       | Клуб                        | Турнір                      | Ігор      | Голів     | Ігор              | Голів             | Турнір            | Ігор                 | Голів                | Турнір               | Ігор          | Голів     | Турнір | Ігор   | Голів  |
| --------------------------- | --------------------------- | --------------------------- | --------- | --------- | ----------------- | ----------------- | ----------------- | -------------------- | -------------------- | -------------------- | ------------- | --------- | ------ | ------ | ------ |
| січ.-чер. 2018              | «МК Алжир»                  | Л1                          | 10        | 0         | КА                | 3                 | 0                 | ЛЧ                   | 8                    | 0                    |               | -         | -      | 21     | 0      |
| 2018/19                     | «МК Алжир»                  | Л1                          | 27        | 1         | КА                | 2                 | 0                 | КАЧ                  | 2                    | 0                    |               | -         | -      | 31     | 1      |
| Всього за «МК Алжир»        | Всього за «МК Алжир»        | Всього за «МК Алжир»        | 37        | 1         |                   | 5                 | 0                 |                      | 10                   | 0                    |               | —         | —      | 52     | 1      |
| 2019/20                     | «Аль-Аглі» (Каїр)           | ПЛ                          | 26        | 1         | КЄ                | 3                 | 0                 | ЛЧ                   | 12                   | 1                    | СЄ            | 1         | 0      | 42     | 2      |
| 2020/21                     | «Аль-Аглі» (Каїр)           | ПЛ                          | 33        | 0         | КЄ                | 1                 | 0                 | ЛЧ                   | 13                   | 1                    | СЄ + СА + КЧС | 0 + 1 + 3 | 0      | 51     | 1      |
| 2021/22                     | «Аль-Аглі» (Каїр)           | ПЛ                          | 0         | 0         | КЄ                | 0                 | 0                 | ЛЧ                   | 0                    | 0                    | СА + КЧС      | 0         | 0      | 0      | 0      |
| Всього за «Аль-Аглі» (Каїр) | Всього за «Аль-Аглі» (Каїр) | Всього за «Аль-Аглі» (Каїр) | 59        | 1         |                   | 4                 | 0                 |                      | 25                   | 2                    |               | 5         | 0      | 93     | 3      |
| Загалом                     | Загалом                     | Загалом                     | 96        | 2         |                   | 9                 | 0                 |                      | 35                   | 2                    |               | 5         | 0      | 145    | 4      |

| Дата       | Місто   | Господарі  | Результат               | Гості                | Турнір                                            | Голи | Примітки |
| ---------- | ------- | ---------- | ----------------------- | -------------------- | ------------------------------------------------- | ---- | -------- |
| 5-7-2015   | Бамако  | Малі       | 3 – 1                   | Гвінея-Бісау         | Відбір до Чемпіонату африканських націй 2016      | -    |          |
| 18-10-2015 | Бамако  | Малі       | 2 – 1                   | Мавританія           | Відбір до Чемпіонату африканських націй 2016      | -    |          |
| 23-1-2016  | Гісеньї | Зімбабве   | 0 – 1                   | Малі                 | Чемпіонат африканських націй 2016 - груповий етап | -    | 59'      |
| 27-1-2016  | Гісеньї | Замбія     | 0 – 0                   | Малі                 | Чемпіонат африканських націй 2016 - груповий етап | -    |          |
| 31-1-2016  | Кігалі  | Туніс      | 1 – 2                   | Малі                 | Чемпіонат африканських націй 2016 - чвертьфінал   | 1    |          |
| 4-2-2016   | Кігалі  | Малі       | 1 – 0                   | Кот-д'Івуар          | Чемпіонат африканських націй 2016 - півфінал      | -    |          |
| 7-2-2016   | Кігалі  | ДР Конго   | 3 – 0                   | Малі                 | Чемпіонат африканських націй 2016 - фінал         | -    |          |
| 15-7-2017  | Бакау   | Гамбія     | 0 – 0                   | Малі                 | Відбір до Кубка африканських націй 2018           | -    | 90'      |
| 22-7-2017  | Бамако  | Малі       | 4 – 0                   | Гамбія               | Відбір до Кубка африканських націй 2018           | -    | 89'      |
| 6-8-2017   | Дакар   | Сенегал    | 1 – 0                   | Малі                 | товариський матч                                  | -    |          |
| 12-8-2017  | Бакау   | Мавританія | 2 – 2                   | Малі                 | Відбір до Кубка африканських націй 2018           | -    | 51'      |
| 19-8-2017  | Бамако  | Малі       | 0 – 1                   | Мавританія           | Відбір до Кубка африканських націй 2018           | -    |          |
| 17-11-2020 | Віндгук | Намібія    | 1 – 2                   | Малі                 | Відбір до Кубка африканських націй 2021           | -    | 60'      |
| 24-3-2021  | Конакрі | Гвінея     | 1 – 0                   | Малі                 | Відбір до Кубка африканських націй 2021           | -    |          |
| 6-6-2021   | Бліда   | Алжир      | 1 – 0                   | Малі                 | товариський матч                                  | -    |          |
| 11-6-2021  | Туніс   | Малі       | 1 – 1                   | ДР Конго             | товариський матч                                  | -    | 64'      |
| 15-6-2021  | Радес   | Туніс      | 1 – 0                   | Малі                 | товариський матч                                  | -    | 61'      |
| 1-9-2021   | Агадір  | Малі       | 1 – 0                   | Руанда               | Відбір до ЧС 2022                                 | -    | 55'      |
| 11-11-2021 | Кігалі  | Руанда     | 0 – 3                   | Малі                 | Відбір до ЧС 2022                                 | -    |          |
| 14-11-2021 | Агадір  | Малі       | 1 – 0                   | Уганда               | Відбір до ЧС 2022                                 | -    | 68'      |
| 20-1-2022  | Дуала   | Малі       | 2 – 0                   | Мавританія           | Кубок африканських націй 2021 - груповий етап     | -    | 82'      |
| 26-1-2022  | Лімбе   | Малі       | 0 – 0 д.ч. (5 – 6 п.п.) | Екваторіальна Гвінея | Кубок африканських націй 2021 - 1/8 фіналу        | -    | 108'     |
| Усього     |         | Матчів     | 22                      |                      | Голів                                             | 1    |          |

## Досягнення
«Аль-Аглі» (Каїр)
- Прем'єр-ліга Єгипту: 2019/20, 2022/23
- Кубок Єгипту: 2019/20, 2021/22
- Суперкубок Єгипту: 2017, 2021, 2022, 2023
- Ліга чемпіонів КАФ: 2019/20, 2020/21, 2022/23
- Суперкубок КАФ: 2021 (травень), 2021 (грудень)

## Примітка
1. ↑  Transfermarkt.de — 2000.
2. 1 2  Egypt's Ahly sign Malian midfielder Aliou Dieng (англ.). Архів оригіналу за 8 лютого 2022. Процитовано 8 лютого 2022.
3. ↑  2018 DIENG ALIOU. Mouloudia Club Algérois. Архів оригіналу за 8 лютого 2022. Процитовано 8 лютого 2022.
4. ↑  LOCAL SCENEOFFICIAL: Al Ahly sign Aliou Dieng from MC Alger (англ.). Архів оригіналу за 5 липня 2019. Процитовано 8 лютого 2022.
5. ↑  Al Ahly complete first treble in 13 years (англ.). Архів оригіналу за 8 лютого 2022. Процитовано 8 лютого 2022.
6. ↑  Strack-Zimmermann, Benjamin. Mali vs. Guinea-Bissau. www.national-football-teams.com (англ.). Архів оригіналу за 8 лютого 2022. Процитовано 8 лютого 2022.